# Andrey Bogdanov
Andrey Bogdanov (né le 8 juin 1958 à Arkhangelsk et mort en 1999) est un nageur soviétique.

## Carrière
Andrey Bogdanov participe aux Jeux olympiques de 1976 à Montréal et il remporte la médaille d'argent dans l'épreuve du relais 4x200m nage libre avec ses coéquipiers Volodymyr Raskatov, Sergey Koplyakov et Andreï Krylov.